# Río Játanga
El río Játanga (también transcrito Khatanga, Chatanga o Hatanga) (en ruso: Хатанга) es un río ruso localizado en el Norte de la Siberia asiática, que desemboca en el mar de Láptev. Tiene una longitud de 227 km, aunque con una de sus fuentes, el río Kotuy, llega a los 1636 km. Drena una cuenca de 364 000 km² (mayor que países como la república del Congo o Alemania), en la que hay más de 112 000 lagos con una superficie de 11 600 km².
Administrativamente, el río Játanga discurre por el Krai de Krasnoyarsk de la Federación de Rusia.

## Geografía
El río Játanga nace en la confluencia del río Kotuy y el río Jetá, 600 km al norte del círculo polar ártico. El río discurre en dirección Noreste por la parte norte de la Meseta Central Siberiana, en el extremo meridional de la península de Taimyr, al norte de las montañas de Siberia central. El río discurre a través de la depresión Taimyr, un valle muy largo y llano, formando numerosos brazos secundarios e islas, y al final un amplio estuario por el que desemboca en el golfo de Játanga, y luego en el mar de Láptev.
El río Játanga se hiela a finales de septiembre-principios de octubre y se deshiela a principios de junio. El río es navegable y dispone de un puerto fluvial (en la pequeña ciudad homónima de Játanga).
El río Játanga está repleto de diferentes tipos de peces, incluyendo riápushka, ómul, muksún, salmón blanco, taimén, locha, y otros. El río es navegable. El puerto de Játanga está situado en este río.

## Afluentes
El sistema Játanga-Kotuy, el más largo de sus afluentes, tiene una longitud de 1636 km. Su caudal medio interanual o módulo es de 3800 m³/s, variando desde los 500 m³/s, en invierno, hasta los 15 000 m³/s, a comienzos de verano. Hay más de 112 000 lagos (con una superficie total de 11 600 km²) en la cuenca del río.
Sus principales afluentes son los siguientes:
- km 28: río Popigay (Попигай), afluente por la derecha que desagua casi en el estuario, con una longitud de 532 km, 50 300 km² de cuenca y un caudal de 400 m³/s;
- km 37: río Blúdnaya (Блудная), con una longitud de 186 km y 3920 km²;
- km 66: río Málaya Balajnya (Мал. Балахня), con una longitud de 173 km y 4160 km²;
- km 161: río Nóvaya (Новая), con una longitud de 411 km y 16 500 km²;
- km 227: río Jetá (Хета), con una longitud de 604 km —con su fuente el Ayakli, de 181 km, alcanza los 785 km— y 100 000 km²;
- km 242:  (Сабыда), con una longitud de 257 km y 5320 km²;
- km 329: río Eriechka  (Эриечка), con una longitud de 262 km y 7250 km²;
- km 461: río Kotuykán  (Куотуйкаан), con una longitud de 447 km y 24 300 km²;
- km 777: río Aganyli (Аганыли), con una longitud de 202 km y 6480 km²;
- km 799: río Tukalán  (Тукалаан), con una longitud de 270 km y 8160 km²;
- km 839: río Mojero (Мойеро), con una longitud de 825 km y 30 900 km²;
- km 984: río Changadá (Чангада), con una longitud de 320 km y 11 100 km²;
- km 1192: río Voevoly-Khan (Воеволи-Хан), con una longitud de 184 km y 11 600 km²;

## Historia
Uno de los primeros exploradores occidentales en reconocer su cuenca fue, en 1893, Eduard Toll, que dirigió una expedición de la Academia de Ciencias de San Petersburgo a la parte norte de Yakutia, explorando la región entre los tramos inferiores del río Lena y del río Játanga.